# 直立雀麦
直立雀麦（学名：Bromus erectus）为禾本科雀麦属下的一个种。模式标本采自欧洲。